# 複式機関
複式機関（ふくしききかん、英語: compound engine）は、蒸気機関の種類の1つで、蒸気を2段階またはそれ以上の多段階に分けて膨張させるものである。

## 概要
複式機関の通常の構成では、まず蒸気は高圧シリンダーあるいはタービンで膨張して熱と圧力を運動エネルギーに変換し、続いて低圧シリンダーあるいはタービンに送られて再度熱と圧力を運動エネルギーに変換する。このため、これらのシリンダーやタービンは直列に動作すると言われることがある。これに対して蒸気を1回で膨張させる単式機関では、複数のシリンダーやタービンに蒸気を分配して同時に動かすことがあるが、これらは並列に動作すると言われる。
単式で給汽圧と排汽圧の著しい差圧から十分にエネルギーを得ようとすれば、レシプロ式では大きなシリンダー部全体を高圧に耐える丈夫な物が求められ、トルクの平準化や振動・騒音の削減を求めれば複式と同じく多気筒化が必要になり、タービン式では高圧と低圧という異なる工学的要求を1つのケース内で実現する必要に迫られる。両方式とも大きな差圧によって排汽時に凝縮水が生じるとエネルギー損失となり、機関内で障害とならないようにこの水を素早く排除する必要が生まれる。複式機関はこういった不都合を避けるために生まれた。
ピストンの上下の吸気口から蒸気を供給する複動式機関 (double-acting cylinder)との混同に注意。
機関車
鉄道の蒸気機関車でのレシプロ式複式機関では各シリンダーのピストンの力を釣り合わせるために、高圧シリンダーと低圧シリンダーの容積の比を慎重に決定する必要がある。通常、低圧シリンダーの直径とストロークの長さのどちらかあるいは両方が大きくされる。サイクル中で凝縮の起きない機関では、高圧対低圧の容積比は通常1対2.25である。ギアードロコでは、シリンダー容積は低圧側ピストン速度を速くすることでおおよそ同じにできる。
船舶
蒸気船で19世紀末以降に使われた船舶用のレシプロ式蒸気機関では、高圧・中圧・低圧シリンダーを備えた3段膨張式が主体であった。機関車と異なり、これら複数のシリンダーが1基の蒸気エンジン内に納められ、ストローク長ではなくシリンダー径によって順に減じる圧力と得られる回転トルクとの整合を図った。

## 蒸気機関車の複式化の背景
鉄道の機関車において、複式機関の主な利点は、より長いサイクルで温度と圧力を変換して効率を上げ、燃料と水を節約して高い出力/重量比を達成できる点である。さらに、トルクが平坦化される結果、多く乗り心地が改善され軌道への影響が少なくなる。急勾配かつ軸重が低い場合、複式機関車が最も現実的な解と考えられたが、最適性能を発揮するには熟練した操作のために各々の機関車に専任機関士を配置する必要が生じ、利便性を下げてしまうことになった。蒸気機関車時代の末期、アンドレ・シャプロンやリビオ・ダンテ・ポルタなど、この分野の研究者もこうした問題に直面した。複式機関車の設計には、熱力学や流体力学の的確な知識が重要であるにもかかわらず、設計者がこれを欠く事が多かったため、過去の設計の多くは最適とは言い難いものとなった。20世紀初頭に製造された機関車で特この傾向が顕著で、必ずしも複式機関特有の問題ではなかったが、長い蒸気流路の途中で温度低下と凝縮が起きやすいこの種の機関で特に影響が大きかった。1929年以降、古い機関車を改造する際、シャプロンは蒸気流を改善し、蒸気温度が下がらないように大型の過熱器を取り付けるなどして、出力と効率性を大幅に、しかも安価に改善した。さらに温度をより一定に保つため、高圧シリンダーと低圧シリンダーの間に再過熱器（リヒーター）とスチームジャケットの付いたシリンダーを試験用の貨物機関車、160 A 1型に取り付けた。再過熱はポルタの改造機「プレシデンテ・ペロン/アルヘンティーナ」でも取り入れられている。単式機関の支持者は、シリンダーを早めにカットオフして少量の蒸気を送ることで、複雑で初期費用の高い複式機関の必要性はなくなると論じ、現在まで続く議論となっている。

## 機関車用複式機関の構成
機関車用のレシプロ式では多くの複式機関の構成があるが、高圧と低圧のピストンがどのような位相関係になっているかに応じて2種類の基本形に分類することができる。高圧側の排気が直接高圧シリンダーから低圧シリンダーに流れ込むもの (Woolf compounds) と、圧力変動が蒸気だめやレシーバーと呼ばれるパイプの形で中間のバッファー空間を必要としているもの (receiver compounds) である。
複式機関に関する一番大きな問題はエンジン単体では自己起動できないという始動に関する問題である。始動時に全てのシリンダーを蒸気で動かすためには蒸気を高圧シリンダーだけではなく高圧シリンダーを迂回し減圧した状態で低圧シリンダーにも送り込むことが望ましい。このため特許がとられた多くの複式機関システムは何らかの始動機構に関連している。ド・グレン式4シリンダーシステムは、高圧と低圧で独立したカットオフを設定でき、lanterneと呼ばれるロータリーバルブにより高圧グループと低圧グループを独立して動作させたり組み合わせて動作させたりできるものがある。他のほとんどのシステムは、様々な種類の始動弁を採用している。別の問題は、2つのシリンダーグループの弁装置が完全に独立しているか何らかの形で連携しているかという点である。

## 機関車用複式蒸気機関の構成

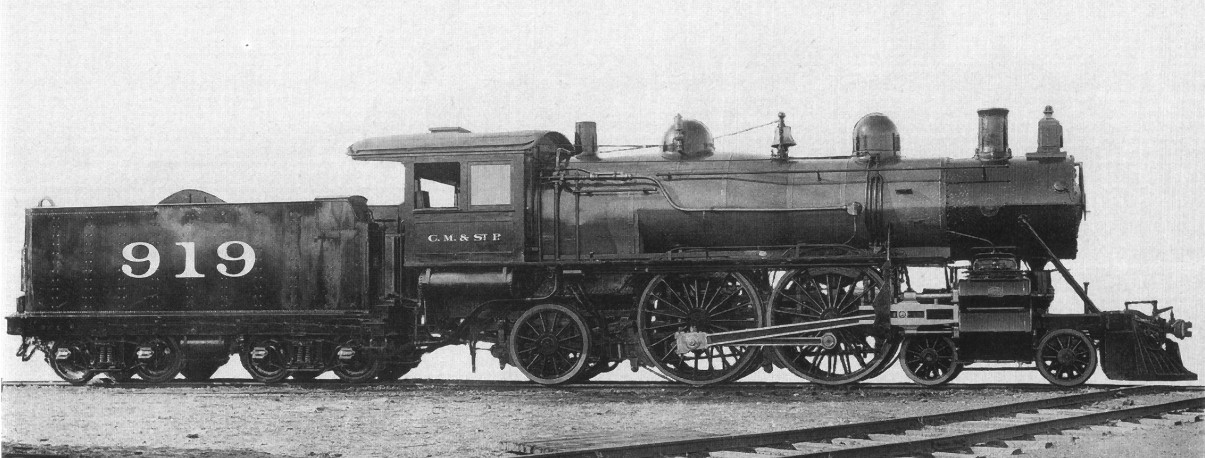
ボークレイン式4シリンダー複式機関車、ミルウォーキー鉄道のA2型No. 919

複式機関の構成には様々な種類のものがある。以下に蒸気機関車での構成例を示す。カッコ内はその方式を使った代表的な技術者。

### 2シリンダー複式機関
- 2シリンダー、高圧と低圧が交互に入れ替わる「連続膨張機関車」（サミュエル (Samuel)/ニコルソン (Nicholson)）[4]
- 高圧シリンダー1、低圧シリンダー1（マレー、ボークレイン (Vauclain)、ボリース (Borries)、リンドナー (Lindner)、ゴールスドルフ (Golsdorf)、ハードナー (Herdner)）

### 3シリンダー複式機関
- 高圧シリンダー2、低圧シリンダー1（ウェッブ (Webb)）
- 高圧シリンダー1、低圧シリンダー2（ソバージュ (Sauvage)、クローゼ (Klose)、ワイヤーマン (Weyermann)、スミス (Smith)、ジョンソン (Johnson)、ディーリー (Deeley)、シャプロン、ポルタ）

### 3シリンダー3段階膨張複式機関
- 高圧シリンダー1、中圧シリンダー1、低圧シリンダー1（ポルタ（計画のみ））

### 4シリンダー3段階膨張複式機関
- 高圧シリンダー1、中圧シリンダー1、低圧シリンダー2（ロリー (Loree)）

### 4シリンダー複式機関
- 高圧シリンダー2、低圧シリンダー2（ド・グレン (de Glehn)、バービア (Barbier)、ボリース (Borries)、ゴールスドルフ (Golsdorf)、ボークレイン (Vauclain)、マレー（関節式機関車））

### 6シリンダー複式機関
- 高圧シリンダー2、低圧シリンダー4（シャプロン）

これらのシリンダーは、2以上の軸を駆動するためにずらされていたり、1軸に集中するために一列に並んでいたり、共通のクランクを駆動するために高圧シリンダーと低圧シリンダーが縦列になっていたりする。最後のシステムは20世紀初頭のアメリカ、特にアッチソン・トピカ・アンド・サンタフェ鉄道で採用されていた。

## 機関車用蒸気機関の歴史

### 初期の経験
トーマス・ニューコメンの蒸気機関をコーンウォールに建設した人物の1人の孫にあたる、ジョナサン・ホーンブロワー (Jonathan Hornblower) は、1781年に2シリンダー式複式往復動蒸気機関の特許を取得した。ジェームズ・ワットが、自身の特許が侵害されていると申し立ててきたため、彼はそれ以上開発を進めることができなかった。
効率を下げることにつながる単式蒸気機関の連続した加熱と冷却の程度を抑える方法は、1804年にイギリスの技術者であるアーサー・ウールフ (Arthur Woolf) によって発明された。ウールフは定置式のウールフ高圧複式機関について1805年に特許を取得した。
1850年には、イースタン・カウンティーズ鉄道 (Eastern Counties Railway) の技術者であったジェームズ・サミュエル (James Samuel) が蒸気機関車を複式にする方法である「連続膨張機関車」について、特許番号13029で特許を取得した。しかしながらこのアイデアはその路線の機関士であったジョン・ニコルソン (John Nicholson) によるものであると思われる。このシステムでは、2つのシリンダーは高圧と低圧を交互に入れ替わるようになっており、この入れ替わりはストロークの途中で起きるようになっていた。2両の機関車（旅客用と貨物用1両ずつ）がこの方式に改造されたが、それ以上の使用例はなかった。
上述した機関車が厳密に言って複式であるかどうかは議論の余地がある。最初のはっきりとした機関車における複式機関の適用は、エリー鉄道のNo.122で、通常のアメリカン型機関車に1867年にタンデム式複式機関をJ.F.レイ (J.F. Lay)の特許番号70341に基づいて取り付けたものである。この機関車のその後については全く分かっておらず、おそらく同形式は製作されていないものと思われる。

### マレー式
こうした単発的なケースを除けば、最初の実用的な複式機関の機関車への適用として知られているのは、アナトール・マレーが1876年にバイヨンヌ-アングレット-ビアリッツ鉄道 (Bayonne-Anglet-Biarritz) 向けに小型の2シリンダー複式車軸配置0-4-2のタンク機関車を複数導入したものである。これは完全に成功を収め、長らく使用された。マレーはまた、高圧シリンダーと低圧シリンダーを独立に駆動する方式の複式の仕組みをいくつか考案した。あるものは単一の車体に双方を搭載したもので、これは実際には製作されなかった。また別な方式としては後部車体に高圧シリンダーを搭載し、これと連接構造の前部車体に低圧シリンダーを搭載した、マレー式機関車がある。マレー式の仕組みは世界中で用いられた。最初の適用例は1889年のパリ博覧会向けにドコービル社 (Decauville Company) により特別に製作された一連の600 ミリゲージ機関車である。もちろんこの構成は連接部分に蒸気が洩れがちな柔軟な蒸気配管構造を必要とし、これが前部連接車体に低圧シリンダーを搭載する理由である。高圧蒸気をそうした配管に通すとより洩れやすいからである。一方で低圧蒸気管が非常に長くなって、特に寒い日には温度が下がって凝縮する傾向を招くという欠点と引き換えであり、後年アメリカにおいては「単式マレー」が主流となる大きな原因であった。

### ウェッブ式
前述したマレーの固定車軸分割駆動方式は実際には製造されなかったが、イギリスのフランシス・ウェッブ (Francis Webb) にヒントを与えた可能性がある。古いシングルドライバー機を2シリンダー複式に改造した車両で1878年に試験を行った後、彼は最初にマレーの構想と同様のものを1882年にエクスペリメント型として導入した。3シリンダー複式で動輪は連結されておらず、2つの小さな高圧シリンダーが両側に取り付けられて、その排気が台枠内の大きな低圧シリンダーに吹き込まれた。他にも同じような型が続き、段々と大型化した。
車軸配置は様々なものがあり、2-2-2-0、2-2-2-2、2-2-2-2T、2-2-4-0T、0-8-0などがあった。0-8-0のものは貨物用機関車で、これらの中では唯一動輪が全て連結されているものであった。ウェッブは次の段階として4シリンダーの4-4-0と1両の4-6-0、そして最終的にさらなる0-8-0を製作した。後者はウェッブの複式機関車としてはもっとも成功であったと考えられており、1920年代までそのオリジナル形態を保ったものもある。

### ヨーロッパとアメリカ
鉄道の機関車に複式を適用することは1880年代初期から普及し、1890年代には大流行となった。多くの数が製作され、ほとんどは2シリンダーまたは4シリンダー複式で、フランス、ドイツ、オーストリア、ハンガリーで開発された。アメリカ合衆国の場合20世紀初頭に下り、その後こうした機関車は次第に淘汰された。整備費用が見込みを上回り、過熱蒸気を利用した方式により安価に同等の効率を達成できたためである。にもかかわらず、複式マレーは1952年までノーフォーク・アンド・ウェスタン鉄道によって製造された。

### ヴォークレイン式
1889年にボールドウィン・ロコモティブ・ワークスのサミュエル・ヴォークレイン (Samuel M. Vauclain) はヴォークレイン式機関車を考案した。この設計では在来の単式膨張機関と同じスペースに収められる複式膨張機関を用い、在来型の弁装置により高圧・低圧両方のシリンダーを単一のピストンバルブで駆動できた。かなりの燃費効率改善を達成できたが、保守費用の問題からこの方式は失敗した。ほとんどの機関車は従来型に改造された。
デンバー・アンド・リオグランデ・ウェスタン鉄道のK-27や国鉄8000形蒸気機関車、国鉄8450形蒸気機関車で採用された。

### ド・グレン式
フランスの鉄道で長く親しまれた方式は4シリンダー複式のド・グレン式 (De Glehn) である。原型機はアルザス機械製造会社 (Société Alsacienne de Constructions Mécaniques:SACM) の技術者であるアルフレッド・ド・グレン (Alfred de Glehn) によって設計された2-2-2-0であった。この機関車は4シリンダー構成で、動輪は連結されておらず、表面的にはウェッブ式に似ているように思われるが、内側の高圧シリンダーが前側車輪を駆動し、外側の低圧シリンダーが後側車輪を駆動するという点が異なる。1891年には外側高圧・内側低圧にシリンダー配置を入れ替えた2種類の量産機関車が運転を開始した。このうちの一方は当初は原型と同様に動輪を連結していなかったが、連結したものより劣っていることが分かった。
ド・グレン式は様々な車軸配置でフランス国内および国外向けにフランスで多くの量産がなされた一方で、ドイツやベルギーで生産されたものもあった。多くの機関車は長く用いられた。車軸配置4-6-0の230D型機関車は1909年に導入され、クレイユに配置されて1960年代末までパリ北駅でも見ることができた。
4-4-2の形式の3両がイギリスのグレート・ウェスタン鉄道によって購入された。1両は1903年に、これよりわずかに大きな2両が1905年に、技師長のジョージ・チャーチウォード (George Jackson Churchward) によって比較試験のために導入され、彼自身の設計による単式2シリンダー機（2900形：セイント級）と比較された。さらにド・グレン複式と比較のために、4シリンダー単式4-4-2のNo.40(North Star)が特別に製造された。これらの試験の結果としてフランスの流儀の多くの部品がグレート・ウェスタン鉄道に採用されたものの、No.40の量産型となる4000形では単式4シリンダー構成が採用され、ド・グレン式は採用されなかった。

### シャプロン
アンドレ・シャプロンによって1929年から進められた有名な改造の多くはド・グレン式に対するものであった。シャプロンは、ガストン・ドゥ・ブスケやマルク・ド・カッソなどの他のフランスの技術者と共にこうした機関車で最高の効率を達成した。
ミュンヘンのマッファイ社もまたドイツの4シリンダー複式機関車、多くはフォン・ボリースの後期のシステムのかなりの割合を製造した。単式膨張を強制する国有鉄道の全面的な標準化政策にもかかわらず、少数ではあるが1908年からの設計のマッファイのパシフィック機が勾配が多く軸重制限の厳しい路線でかけがえがないものとみなされて、1931年まで新規に製造された。

### ポルタ
リビオ・ダンテ・ポルタは1948年にシャプロンの240P型機関車から彼の最初の作品である「アルゼンチナ」への着想を得た。この機関車はイギリス製造のメーターゲージパシフィック機で、改造により斬新な4-8-0となって4シリンダー複式になった。

### ソバージュ
あまり多くの形式はないが、他に歴史的に重要なものがやはりフランスに起源を持っている。3シリンダー複式で、外側に2つの低圧シリンダーを90度の位相差で設置し、台枠内に1つの高圧シリンダーを低圧と互いに135度の位相差で設定したものである。1887年にエドゥアール・ソバージュ (Edouard Sauvage) の設計でフランスの北部鉄道向け試作機に初めて取り入れられた。この形式は1両だけの存在であったが、にも拘らず42年にわたって運用された。

### スミス・ジョンソン・ディーリー
イギリスのノース・イースタン鉄道では、ウォルター・マッカーシー・スミス (Walter Mackersie Smith) の設計と同じ構造の試作機、4-4-0の複式3CC形 (NEC Class 3CC) が1898年に登場した。この機関車自体がワーズデル/フォン・ボリース式 (Worsdell/Von Borries) 2シリンダー複式機関車からの改造であった。これがミッドランド鉄道向けにサミュエル・W・ジョンソン (Samuel W. Johnson) が設計した1000形蒸気機関車 (Midland Railway 1000 Class) の5両の初期の基礎となった。これらは1905年からさらに40両の拡大生産バージョンへ続いた。これらは全てスミスの構成から、ジョンソンの後継者、リチャード・ディーリー (Richard Deeley) の設計によるレギュレータに組み込まれた単純化した始動機構に置き換えられている。当初のジョンソンの機関車は、1914年からディーリー式の複式に改造され、また過熱器を搭載した。
1923年にロンドン・ミッドランド・アンド・スコティッシュ鉄道（LMS）が成立した後、構成した会社の機関車の間での比較試験が行われ、ミッドランド鉄道の複式機関車が最も優れていると考えられ、わずかに改良されたLMS複式4-4-0が採用されて1925年から1932年にかけてLMSの急行用標準機関車として245両が製造された。LMSの複式機関車は普遍的に受け入れられたわけではなく、特に旧ロンドン・アンド・ノース・ウェスタン鉄道の区間ではミッドランド鉄道によって要求された運行方法と密接に関連して好まれなかった一方で、スコットランドでは地域特有の急行用機関車に関する重大な問題の解決法として受け入れられて好まれた。
5両の大型3シリンダー機関車が同じパターンでG.T. グラバー (G.T. Glover) の設計によりベイヤー・ピーコックで1932年にアイルランドのグレート・ノーザン鉄道のダブリン - ベルファスト急行向けに製造された。保存されているものとしては、ミッドランド鉄道の1000形（イギリス国鉄では41000番台）とグレート・ノーザン鉄道87号機がある。

### ウェイマン
1896年からウェイマン (Weymann) は分割駆動の3シリンダー2-6-0型を導入した。クランクの角度は120度に設定されており、急勾配のあるスイスのジュラ-シンプロンルートに投入され、最終的に147両を数えた。

## 実現しなかった機関車プロジェクト
シャプロンは第二次世界大戦後の機関車更新計画をソバージュ式3シリンダー複式機関車を含めて全面的に中止した。実際に製造されたのは1946年に改造された試作の242 A 1型とあまり成功作ではなかった4-8-2の3シリンダー単式機関車だけであった。242 A 1型はおそらく全期間を通じて最も重要な複式機関車で、わずか145.6 トンの機関車重量でシリンダー出力で5,300 馬力を発揮することができた。典型的な単式膨張の機関車では同じ出力を出すためにこの倍の重量が必要とされる可能性がある。
程度の差はあるがほぼ120度の位相差のクランクに設定し（最終的な設定は実験的に決定される）、高圧シリンダーを左側に置いた構成はアルゼンチンの技術者リビオ・ダンテ・ポルタにより、全て多段膨張で一部は3シリンダー複式の近代的な蒸気機関車を新しく製造するために開発された。これらの中には車軸配置2-10-0のものがあり、このうちの1つはアメリカ合衆国での高速貨物運用が想定され、高圧3段膨張方式であった。この構成は奇妙に見えるかもしれないが、ピストンの推力を等しくし、蒸気流路の配置という点で多くの利点があった。適切な保守と運行手順によれば、こうした機関車は現代の他の方式の機関車とも競争できると主張されていた。他には小型の2シリンダー複式のものがあり、有名なものとしてはキューバのサトウキビ農園用のバガスを燃料にした機関車がある。

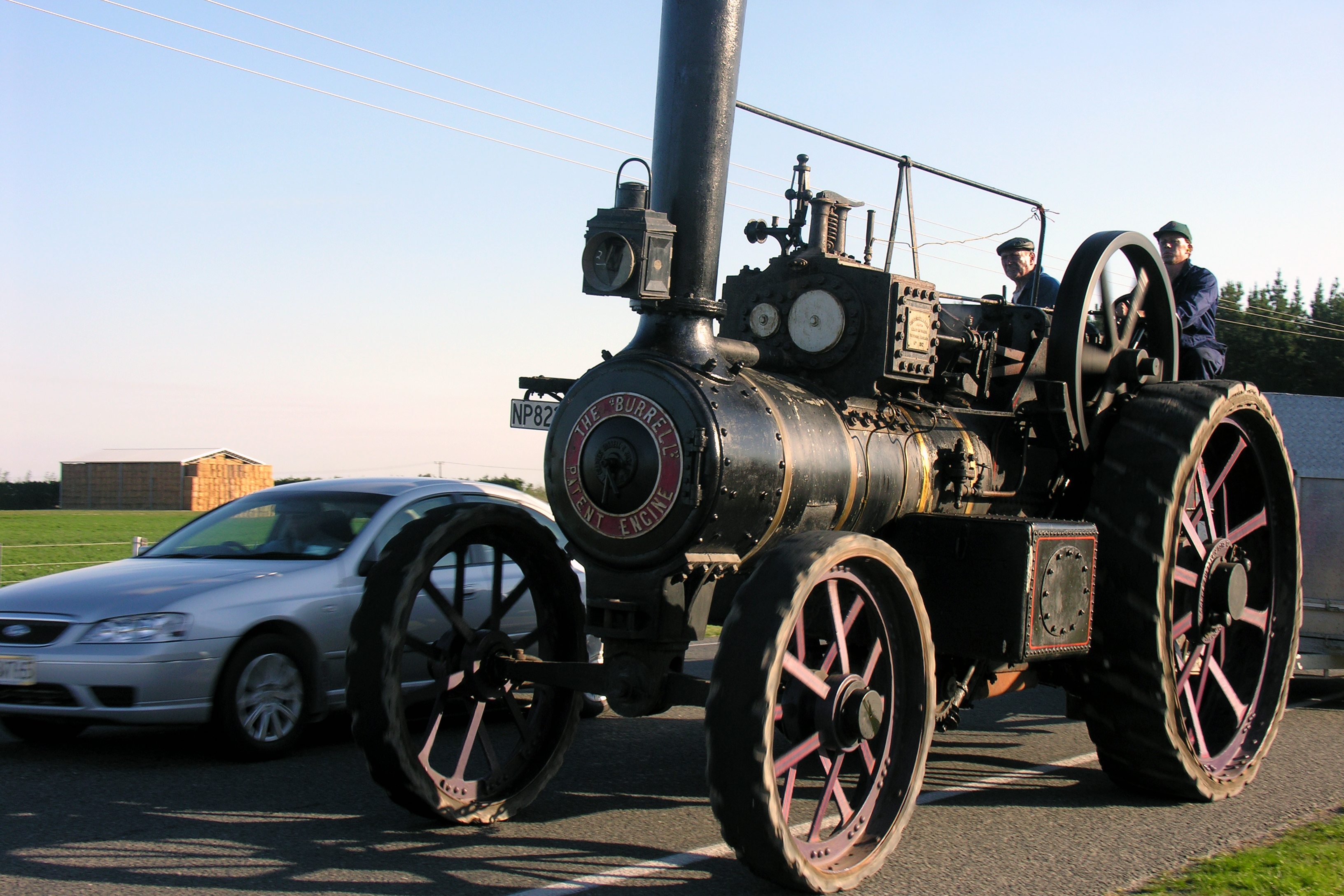
バレル式トラクションエンジン、高圧・低圧シリンダーが見えている

## トラクションエンジン
イギリスでは鉄道より道路において、トラクションエンジンで複式機関が広く用いられた。通常の構成は高圧シリンダーと低圧シリンダーが1つずつで2つのクランクを利用していたが、ボークレイン式のシングルクランク複式も存在していた。

## 定置式複式機関
設置面積や重量の制限の比較的緩かった定置式蒸気機関では複式機関が広く用いられた。通常の構成は高圧シリンダーと低圧シリンダーが1つずつで2つのクランクを利用していた。紡績工場などで使用された。日本にも輸入され、トヨタ産業技術記念館には1898年スルザー社製の定置式蒸気機関が保存、展示される。

## 船舶用複式蒸気機関の例

三段膨張機関の動作例
赤で示されている高圧蒸気がボイラーから入り、青で示されている低圧蒸気として排気され復水器へ送られる。弁室は対応するシリンダーの左側に位置している。

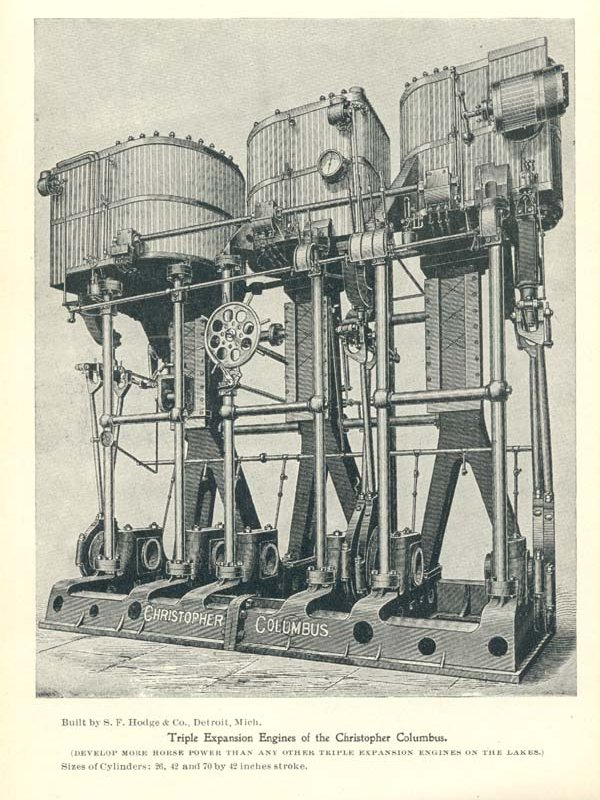
1890年の典型的三段膨張舶用機関、42 インチストロークの共通フレームに26 インチ、42 インチ、70 インチ直径の3つのシリンダーが並んでいる。アメリカの蒸気船クリストファー・コロンブス (Christopher Columbus) の機関

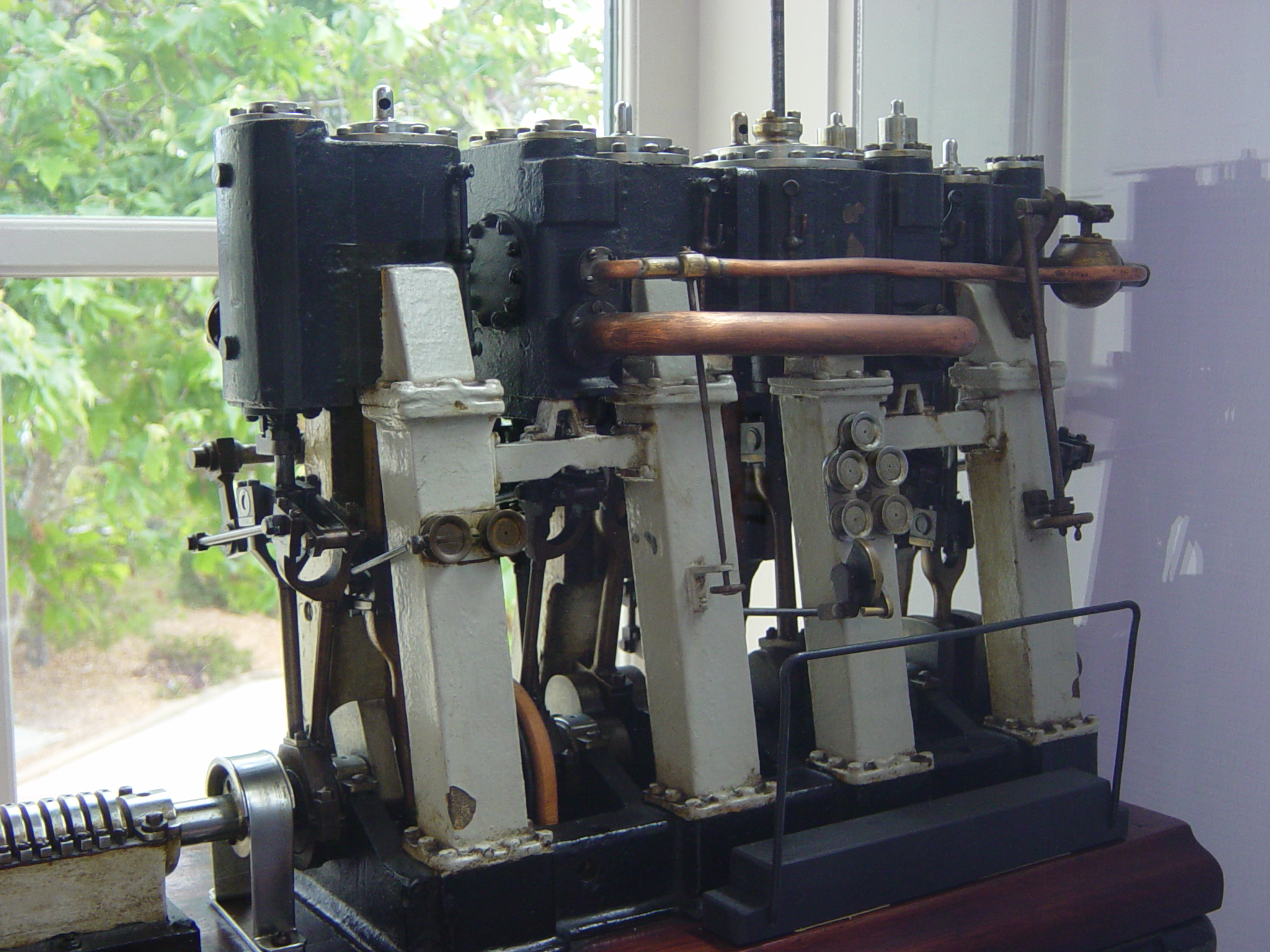
三段膨張機関の模型

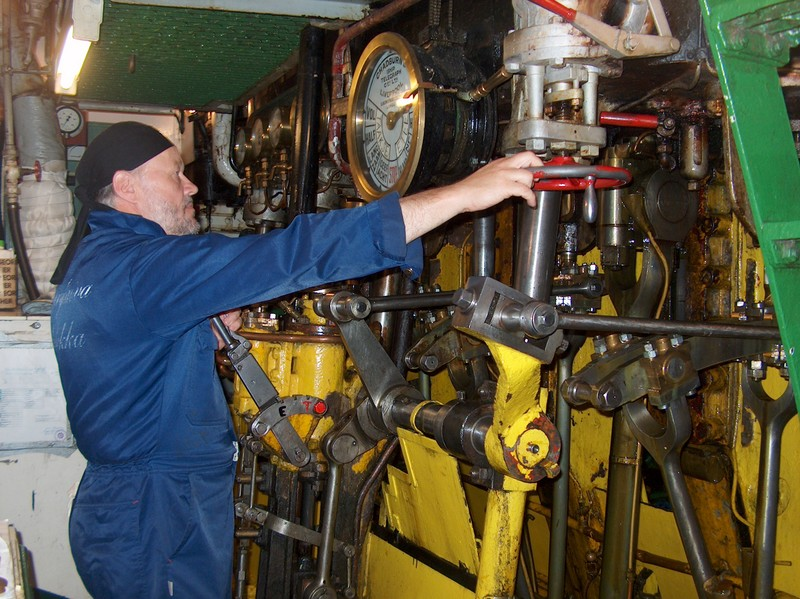
フィンランドの蒸気船「ウッコペッカ」(Ukkopekka) の3段膨張蒸気機関

舶用機関はほとんどが直列複式構成である。ポルタは舶用機関も定置式に分類している。舶用では、石炭を自分で輸送することから、自律的に動作し作動領域を拡大することが必要とされる。このため古い海水焚きボイラーはもはや不適切で、復水器を使ったクローズサイクルの真水を用いた機関に置き換える必要があった。結果として1880年頃から、3段から4段の膨張を行う多段膨張機関が登場した。こうした機関では、もし適切ならば各膨張段階が仕事を3つから4つに等しく分割するように、一連の次第に直径かストロークかその両方が大きくなる複動式シリンダーを用いる。二段膨張機関と同様に、空間が貴重な場合は合計すると大きな容積となる2つの小さなシリンダーを低圧段階に用いることがある。多段膨張機関では典型的にはシリンダーが一列に並んだ構成であるが、他の形態も多く用いられた。19世紀末にはヤーロー・シュリック・ツウィーディー (Yarrow-Schlick-Tweedy) バランシングシステムが舶用三段膨張機関で用いられた。Y-S-T機関では低圧膨張段階を2つのシリンダーに分割し、機関の両端に配置した。これにより、よりうまくクランクシャフトのバランスが取れ、スムースでレスポンスが速く振動の少ないエンジンとなった。これにより大型の旅客船では4シリンダー三段膨張機関が普及したが、最終的には上下動のないタービン機関へと置き換えられた。